# 職務記述書
職務記述書（しょくむきじゅつしょ）は、英語「job description（ジョブディスクリプション）」の訳語であり、職務内容を記載した雇用管理文書である（サンプル）。社員の職務を明確化する役割がある。
1つの（「一人の」ではなく）ポストに1つの文書となるのが基本であるが、1つの文書で同一職務担当者に適用することも可能である。

## 概要
人ではなく「ポスト」に用意されている文書（サンプル）であり、組織の活動目的の反映も行いやすくなる。
人の「暮らし」と経済の「変動性」という異質のものの間の調整を図り、それぞれの存続を可能にするために使う文章であり、パソコンに喩えるならばWindowsやMac OSといったOSに相当する。
調整機能を、一人ひとりが会社の存続のために行う「努力」に求める企業もある。また、被用者の能力開発の土台として活用する組織もある。
さらにまた、言語は風土という背景を反映していることから、ジョブ・ディスクリプションの作成においては、各社の共通言語、意思疎通の特性、各組織における業務進行の特性等、風土を反映した上で、上記概要をカバーできる内容に整えることが不可欠である（#日本型ジョブ・ディスクリプション）。
また、昨今はPCや情報技術を活用する仕事が多いので、ジョブ・ディスクリプションの記述方法/内容に工夫を施し、ITに対応させると良い。

## 効果
- 雇用管理（採用・配置・社内公募等）を適切に行える
- 方向性を持ったキャリアパスが生成しやすくなる（学習・人材育成の効率も向上）

## 活用方法
業務管理が可能な文書であれば、当然、その文書内容を参考にして、担当者の業務力を上げるための業務研修プログラム策定や、担当者へのキャリアカウンセリング等々、担当者の力量を引き上げるために会社が行う様々な事が容易となる。

## 文書に載せる内容
各ポストに求められている「責任」。組織が、該当ポストに求める責任と、その責任を全うするために必要と思われる「知識やスキル」の内容、またそれを補足する程度の経験内容が載せられているのが一般的である。

## 日本における職務記述書

### 歴史（2020年頃まで普及しなかった理由）
1970年頃にアメリカより日本に紹介された。当時、日本は高度経済成長下にあり、その更なる生産性向上を目指して国をあげて取り組み、大手企業がリーダー役となり、大々的に文書化が行われた。しかし年功序列賃金、生活給を土台としていた当時の日本では、成果別賃金、同一労働同一賃金を下支えする文書という発想は受容されず、文書の使用目的に不明瞭な点があった。
その後、アメリカより作業マニュアルが紹介され、こちらの方が文書の使用目的が明瞭だったため、日本に作業マニュアルは定着した。また、作業手引き書も導入されたが、こちらがも日本には定着した。
日本で今まで職務記述書が普及しなかった背景には、賃金根拠についての思想が異なっていたこともある。他には、日本語の言語としての性質が印欧語との間に隔たりを持ち、その特性や思考背景の違いについてのすり合わせを行わずに文書化作業に踏み込んでしまったことがあげられる。日本語によって日本人の間で機能する仕事の文書を整えるには、日本の風土、文化からの考察が不可欠である。なぜならば、人は言語によって思考し、その思考に基づいて判断し、行動するからである。

### 日本型ジョブ・ディスクリプション
日本の既存の組織、また文書を日本語で表記する場合には、日本の風土、日本語の特性、日本人の意思疎通の特性、日本の組織における業務進行の特性等、その国の風土を反映した上で、上記概要をカバーできる内容に整えることが不可欠である（サンプル）。
また、既存の組織がこの文書を導入するにあたっては、部下ポストの文書を上司のみによって、あるいは担当者である部下のみによって作ることは、上司は部下の働きに十分満足している場合であり、なおかつ部下は上司による評価結果に十分満足している場合以外に行うことは、経営効率に影響を及ぼすので好ましいことではない。
既存の組織おける文書作成には、1つのポストの職務記述書を用意するのに、該当ポストの上司と担当者である部下の双方から情報を集め、文書化の材料にすることが必要である。もちろん、日本と欧米における「働く」ということへの文化的背景の違いも、文書化の際に押さえておくことは当然のこととされる。

## 様々な組織管理文書との違い

### 作業マニュアル
アメリカでは、ジョブ・ディスクリプションというOSの上に機能しているアプリケーション文書の一つとして存在する。
文書内容に記載される「働きの出来映え」と「賃金」の関係が安定していることから、独立して使われることもある。働きの定型化を促し、管理するための文書である。働きの成果という目的に最短でたどり着くことを容易にさせるために開発された。作業マニュアルでは、危機に最短で対応するという目的で作られる事が多い、「危機対応マニュアル」が文書様式として理解しやすい。
人間の得意とする創意工夫を限りなく押さえることから、人間を機械化するための管理文書ともいわれることもあるが、一方で働いている側からすれば、求められていることがパターン化しているので気楽だということがある。最大のデメリットは、ITというもっともパターン作業を得意とする存在を一方に抱えた社会の下では、ITとの競合を起こすことから労働力の市場性を鈍らせ、賃金格差の温床につながりやすいということがある。

### 作業手引き書
作業に必要な参考情報が載せてあることが一般的。
参考情報なので、いつでもすぐに情報にたどり着けるよう、しっかりした目次が作られていることが多い。作業マニュアルのように、働きに定型化を促すことを目的としているのではない。作業方法、段取り、準備などの情報が載せられていることが多いが、いずれも定型化されていることではない。

### 目標管理文書
アメリカでは、ジョブ・ディスクリプションというOSの上に機能しているアプリケーション文書の一つとして存在する。
ジョブ・ディスクリプションには、ポストの担当任務の責任が明瞭化されているが、その明瞭化されている範囲内の成果向上を狙うのが目標管理文書の目的。
ここでいう成果とは、担当任務内容の出来高だけではなく、昨今では出来映えも含まれてくる。そのため、担当ポストの職務を通じて会社の効率確保ばかりでなく、理念の具現化に向けた活動も対象に置きやすくなっている。
また、ジョブ・ディスクリプションは、ポストそのものを賃金と繋げることを可能にしているので、賃金に一定の安定を確保し、賃金に暮らしを支えるという意味を持たせた上に、更なる成果という意味合いで他動要因に影響されやすい目標管理文書による成果を賃金にも織り込むことを可能にするというように、成果の考え方に2通りの意味を用意することを可能にしている。
日本では目標管理文書を運用するにあたって、ジョブ・ディスクリプションに相応するような働きそのものを可視化している管理文書を用意しているところが少ない。そのため、目標管理文書の設定内容は効率というような、単位数量によって可視化がしやすい出来高に焦点をおいたものになりやすいということがある。
目標管理文書を導入するときには、働きそのものの管理をできるようにしておくこと、また過度な比重は防ぐことが必要で、それらが上手くないと被用者のモラルハザードを容易に招き、手抜きやごまかしといった不良な働きの温床となりやすい。
アメリカでも、’70年代中頃から’80年代中頃に渡った不況の際に、企業が利益減少を焦ることから、成果重視に目標管理文書への比重を過度にかけたことから不良な働きが多発し、不況の中で更に企業が社会的信用を回復するのが大変だったという経験がある。

### チャレンジ管理文書
アメリカでは、ジョブ・ディスクリプションというOSの上に機能しているアプリケーション文書の一つとして存在する。
ジョブ・ディスクリプションには、ポストの担当任務の責任が明瞭化されているが、目標管理文書と異なりその明瞭化されている範囲内を出るor超え、社内の別のポストとの間に生じている課題に挑むことを促すことがチャレンジ管理文書の目的。
しかし、担当職務の範囲を出るor超えることを奨励するということは一方でポストにおける生産性に不明瞭化を招いたこと、またチャレンジ管理文書で良いスコアを得るには新たな知識やスキルの習得を余儀なくされることから、賃金と働きが密接しているアメリカにおいては被用者も好まなかったし、同一労働・同一賃金を旨とするアメリカの雇用管理の根底に揺らぎを招いたためか、名称はよかったが目標管理文書ほどアメリカでは拡がらなかったようだ。

### コンピテンシー
アメリカでは、ジョブ・ディスクリプションというOSの上に機能しているアプリケーション文書の一つとして存在する。
もとより、効率重視のアメリカでは人の努力や責任感という属人的要素は働きの成果として表れると扱われるため、働きの可視化である、ジョブ・ディスクリプションという文書を対象にした評価という行為の評価視点は効率に置かれていた。
しかし、ITが通常のどのような職務にも登場してきたことから、どの職務にも顕在的な要素というものが可視化されやすいことでもなくなり、そこから評価結果への不明瞭性が課題となってきた。そこで、評価視点に潜在力（日本的属人要素とほぼ同意）という、不明瞭性な要素を評価視点と加えることでその課題に対応しようという工夫。
目標管理文書やチャレンジ管理文書と異なり、こちらはジョブ・ディスクリプションの記述内容と時代変化との調整のために生じた評価行為の工夫とし生まれてきた文書。

### ISOマネジメントシステム文書
ジョブ・ディスクリプションという縦割り管理を横断管理によって、組織が掲げる特定の課題（品質or環境）への組織全体の取り組みを支えるための文書として、開発された。
アメリカやヨーロッパなどではジョブ・ディスクリプションというOS上で生じている働きを、PDCA（＝企画立案・実行・監視測定・見直し）に焦点を当ててチェックすることで管理効率をあげる文書として存在する。
ISOの冒頭に「品質-3.3.2人々の責任、権限及び相互関係の配置」「環境-4.4.1資源、役割、責任及び権限」とあるところが、ISOとジョブ・ディスクリプションが欧米社会では繋がっている部分に相応する。
日本の多くの組織ではジョブ・ディスクリプションに該当するような一人ひとりのではなく、「一つ一つのポスト」の任務内容を整理した文書ではなく、組織図、あるいは管理層を対象にした簡単な職掌文書のようなものを充てていることがままあるが、ISO文書の形骸化はそのようなことが発端となりやすい。